# Dioscorea sublignosa
Dioscorea sublignosa är en enhjärtbladig växtart som beskrevs av Reinhard Gustav Paul Knuth. Dioscorea sublignosa ingår i släktet Dioscorea och familjen Dioscoreaceae. Inga underarter finns listade i Catalogue of Life.